# 시종면
시종면(始終面)은 대한민국 전라남도 영암군의 면이다.

## 개요
영암읍에서 서북쪽에 위치해있으며, 서쪽은 영산강으로 강 건너에 나주시 동강면과 무안군 일로읍, 북쪽은 나주시 반남면, 공산면이 있으며, 동쪽에는 도포면과 나주시 반남면, 남쪽에는 덕진면과 영암천을 사이에 두고 군서면과 서호면과 경계를 이루고 있다. 면사무소 소재지는 내동리이며 면적은 35.8km2 인구는 4,635명이다.

## 유래 및 연혁
옛날에는 영암군 북쪽 첫머리가 된다 하여 북이시면(北二始面) 이라 하여 쌍구(雙邱)리 등 56 마을 관할하였다가 일제강점기인 1914년 4월 1일 군, 면, 통폐합에 따라 나주군의 종남면이었던 달지 등 25 마을과 진도군 명산면의 화산 14 마을을 합하여 북이시면(北二始面)의 시(始)와 종남면(終南面)의 종(終)을 따서 시종면(始終面)이라고 칭해졌다.

## 법정리
- 내동리
- 구산리
- 봉소리
- 와우리
- 월송리
- 태간리
- 만수리
- 월롱리
- 금지리
- 월악리
- 신흥리
- 신연리
- 옥야리
- 신학리